# Пинагор
Пинагорите (Cyclopterus lumpus) са вид актиноптери от семейство Cyclopteridae.
Таксонът е описан за пръв път от Карл Линей през 1758 година.

## Подвидове
- Cyclopterus lumpus hudsonius